# Igopogo
En el folklore canadiense, el Igopogo es una criatura mítica que se dice que habita en el lago Simcoe, Ontario .  El nombre de la criatura aparentemente se basa en el Ogopogo, del lago Okanagan, Columbia Británica, y también en el título del libro de 1952 I Go Pogo, un eslogan que se menciona a menudo en el cómic. Otros apodos para el Igopogo incluyen Beaverton Bessie, en honor a Beaverton, Ontario, y " Kempenfelt Kelly " en honor a la bahía que se extiende desde el lago hasta la ciudad de Barrie, Ontario. La ciudad de Barrie erigió una escultura del Igopogo en el paseo marítimo.

## Apariencia
EJ Delaney, lo describió como una criatura con dos antenas largas, cuatro brazos parecidos a los de un pulpo, tres pares de piernas y seis apéndices parecidos a branquias con plumas. 
Algunos escritores han especulado basándose en esta apariencia que los avistamientos fueron en realidad de pinnípedos, como nutrias o focas.

## Presuntos avistamientos
A David Soules, uno de los primeros colonos, se le atribuye el primer supuesto avistamiento de Igopogo en 1823. Mientras cuidaba ovejas, Soules supuestamente vio una criatura alargada que dejaba una estela en el agua y un rastro en el barro. Otro avistamiento importante tuvo lugar en 1952 por cuatro testigos, entre ellos Wellington Charles, jefe de la Primera Nación de la Isla Georgina.  En 1983, el operador de sonar William W. Skrypetz informó haber visto un animal grande con un cuello largo,  aunque algunos han cuestionado este relato, afirmando que la lectura podría haber sido un banco de peces.
Otros supuestos avistamientos incluyen informes de 1903 y 1906, y una grabación de vídeo de 1991 de "un animal grande parecido a una foca". En 2016, John Kirk, del Club de Criptozoología Científica de la Columbia Británica, afirmó en The Shirley Show tener una cinta de la criatura, aunque no la mostró.